# Silvano Faresin
Silvano Faresin (Vicenza, 7 ottobre 1943 – Vicenza, 27 ottobre 2023) è stato un architetto italiano.

## Biografia
Si laureò in architettura nel 1971 presso l'Università IUAV di Venezia dopo un intenso apprendistato presso lo studio dell'architetto Gianfranco Papesso a Vicenza. Iniziò l'attività progettando piccole case unifamiliari e parallelamente partecipò e vinse numerosi concorsi di architettura. Successivamente la ricerca e la sperimentazione lo portarono alla progettazione per temi di edilizia scolastica, prima, industriale e pubblica, poi. Non meno importanti gli studi su oggetti di design tra i quali spicca fra tutti la caraffa su vassoio "Acquaevino", esposta a New York e Miami e considerata un'importante opera del design italiano degli ultimi anni.
L'architettura di Faresin si collocò tra tradizione del moderno e tradizione locale, sempre però rivolta verso un'acuta attenzione alla tecnologia, ai materiali e alle tecniche del costruire. Numerose pubblicazioni illustrano i lavori e la sua intensa ricerca progettuale indirizzata verso un'espressività organica che si concretizza nello studio di volumi complessi ed articolati, analizzati alle varie scale fino al dettaglio costruttivo. Caratteristiche sono le coperture che sembrano fluttuare nel cielo, quasi ad imitare le onde del mare.

## Opere principali
- 2005 - Italia, Padova - Progettazione collezione argenti
- 2004 - Italia, Laveno Mombello (VA) - Progetto di ristrutturazione urbanistico-edilizia area ex Richard Ginori
- 2002 - Italia, Porto Garibaldi - Villaggio Turistico Elisea (con Guido Zarattini)
- 2001 - Italia, Comacchio - Concorso di progettazione Ponte girevole a Comacchio (FE) (con Guido Zarattini) - 1º Premio
- 1999 - Italia, Vicenza - Edificio residenziale Viale Crispi
- 1998 - Italia, Conselve - Palestra polifunzionale a Conselve (PD)
- 1996 - Caraffa Acquaevino
- 1995 - Polonia, Lublino - Chiesa Parrocchiale Ss. Trinità, Lublino
- 1993 - Italia, Breganze - Ristrutturazione della Cantina B. Bartolomeo
- 1989 - Italia, Monticello Conte Otto - Casa Caoduro
- 1987 - Italia, Venezia - Esposizione collezione malacologica a Venezia. Allestimento sala museo navale
- 1978 - Italia, Bassano del Grappa - Asilo nido e scuola materna a Bassano del Grappa (VI) - Premio Andrea Palladio 1982: migliore opera realizzata nelle Tre Venezie - Centro Internazionale di Studi di Architettura Andrea Palladio
- 1977 - Italia, Vicenza - Laboratorio e uffici Caoduro SpA
- 1972 - Italia, Creazzo - Asilo nido e scuola materna a Creazzo (VI) - Segnalato Premio "Mestre Architettura 1"